# 王粲
王 粲（おう さん、熹平6年（177年） - 建安22年1月24日（217年2月17日））は、中国後漢末期の文学者・学者・政治家。字は仲宣。兗州山陽郡高平県（現在の山東省済寧市微山県）の人。曾祖父は王龔。祖父は王暢。父は王謙。子は男子二人。文人としても名を残したため、建安七子の1人に数えられる。

## 略歴
曾祖父の王龔・祖父の王暢が共に三公に至ったという名門の家に生まれる。父の王謙は何進の長史だったが、彼の縁組申し入れを拒絶した後、病気のため免職となり、家で亡くなった。
初平元年（190年）、董卓の遷都により長安に移住した。大学者として有名だった蔡邕から非常に目をかけられ、彼の蔵書を預かることとなった。
17歳で司徒に招かれ、黄門侍郎にも任命されたが、どちらにも就任せず、戦乱打ち続く長安を族兄の王凱や蔡睦と一緒に離れ、祖父王暢の弟子でもある荊州刺史の劉表を頼った。劉表は当初、娘を王粲に嫁がせることを考えたが、その容貌が醜く行動が軽率であるのを嫌い、容姿端麗な王凱に娘を嫁がせた。
建安13年（208年）、劉表が亡くなると後継者の劉琮を説得し、曹操に帰服させた。曹操から招かれて丞相掾となり、関内侯の爵位を授けられた。軍師祭酒を経て、建安18年（213年）に曹操が魏公に即くと、侍中に任命された。
優れた記憶力を持ち、碁盤の石が散らばっても全て元通りに戻すことができた。博学多識で、曹操が儀礼制度を制定する時は、必ず王粲が主催した。弁論は臨機応変で、その上奏や論文は大臣の鍾繇・王朗でも手を下せないほど。算術にも長じ、算法を作ってその道理を極めた。
その才を高く評価され、曹操の物見の際にはお付きとして、車に同乗することが多かった。しかし曹操の信頼を得た点では、侍中の同僚である和洽・杜襲に及ばず、王粲は彼らに嫉妬心を抱いた。
建安22年（217年）、41歳で病死した。葬儀の時、曹丕は王粲が驢馬の鳴き声を好んでいたことから、その鳴き真似をして送ろうと提案した。このため弔問客たちは、皆一声ずつ驢馬の鳴き声の真似をしたと伝えられている。
王粲の2人の子は、魏諷の乱に与し誅殺されたため、直系子孫は絶えた。王凱の子の王業が後を継ぎ、王粲の1万巻にも及ぶ蔵書を受け継いだ。

### 文学作品
文才に優れており、筆を取ればすぐに文章を作り上げ、手直しすることがなかったために、人々は彼が前々から考えていたものを書いているだけだと思い込んだ。しかし実際は、それ以上不可能なほど努力していた結果だったという。六十編に近い詩・賦・論・議を著した。代表作として「登楼賦」「七哀詩」などがある。また歴史書『英雄記』も編纂している。曹植とも親交が深く、「王仲宣誄」は曹植の誄銘の中でも特に心情が溢れた名作と評される。

### 評価
曹丕は著書『典論』の中で、「現代の文学者の七人」（いわゆる建安七子）の一人として王粲の名を挙げ、中でも「辞賦を得意とし、時に優れた気質を示す徐幹でも王粲の相手ではない」とその文才を高く評価した。呉質への手紙の中では「その文は骨格が弱く、溌剌さに乏しい」と難も挙げているものの、徐幹や陳琳らと共に「過去の文人には及ばないだけで、一時代の俊才には違いない」と評している。
『三国志』王粲伝の注に引く『魏略』には韋誕による、「太っていて馬鹿正直なのが欠点」という評価が見える。
『三国志』の編者である陳寿は、王衛二劉傅伝の評で王粲について、「特に側近の官にあり、魏一代の制度を作った」とその功績を称えた後、人物としては「虚心にして大きな徳性を持った徐幹の純粋さには及ばない」と評した。

## 王粲を題材とした作品
- 三国志外伝 「王粲」（小説、宮城谷昌光、文藝春秋）